# Langues latino-falisques
Les langues latino-falisques ou italo-falisques sont un sous-groupe des langues italiques, qui constituent une famille de langues indo-européennes.
On y trouve en particulier le latin, principal ancêtre des langues romanes.
Le falisque (disparu) fut un dialecte du nord de Rome à l'époque de la République romaine.